# S&P Global Ratings
| AAA | AA | A | BBB | BB | B | CCC | CC/D |

Standard & Poor's (S&P) er et amerikansk kreditratingbureau. Det er en division i McGraw-Hill som publicerer finansiel forskning i og analyse af aktier og obligationer. De vurderer også kreditværdigheden af lånetagere (udstedere) af obligationer ved brug af en standardiseret vurderingsskala. Selskabet er blandt de tre største i sin branche, sammen med Moody's og Fitch Ratings. Virksomheden driver også aktieindekset S&P 500.